# Schillingsstraße 106 (Gürzenich)
Das Haus Schillingsstraße 106 steht im Dürener Stadtteil Gürzenich in Nordrhein-Westfalen.
Das Wohnhaus wurde nach einer inschriftlichen Datierung im Türsturz im Jahre 1764 erbaut.
Das traufständige zweigeschossige Fachwerkhaus mit Satteldach ist Teil einer ehemaligen Hofanlage. Das Gebäude hat eine rechteckige Tordurchfahrt. Das Haus besteht aus einer Fachwerkkonstruktion mit eingehälsten Ankerbalken. Die Fensteröffnungen wurden vergrößert.
Das Haus wurde 2013 von der Familie Eiche gekauft und aufwändig, fachmännisch und liebevoll restauriert.
Die einschriftliche Datierung im Türsturz mit dem Hausspruch wurde dabei wieder freigelegt.
Das Bauwerk ist unter Nr. 6/015 in die Denkmalliste der Stadt Düren eingetragen.

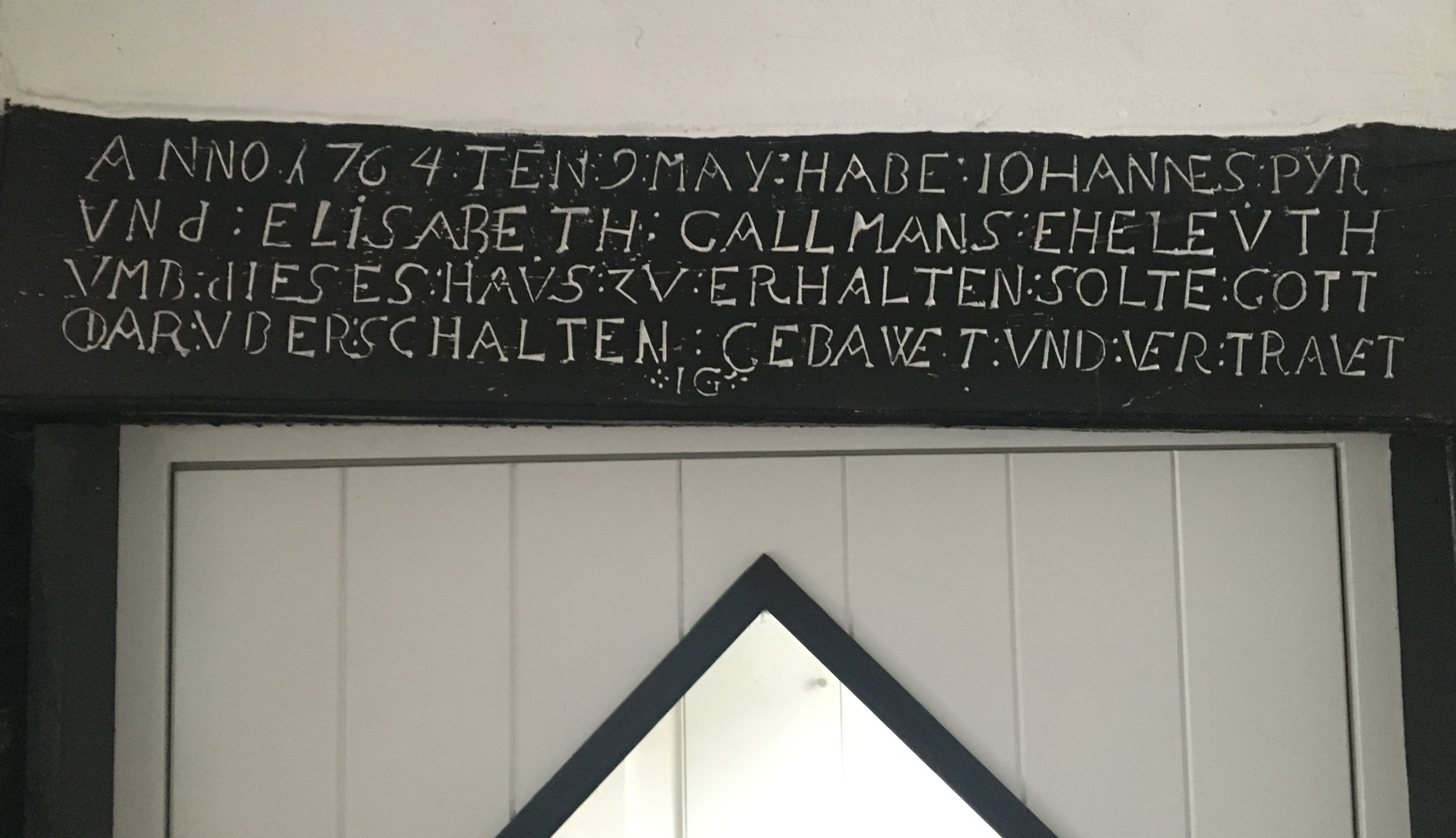
Freilegung des Türspruches nach Restaurierung in 2013
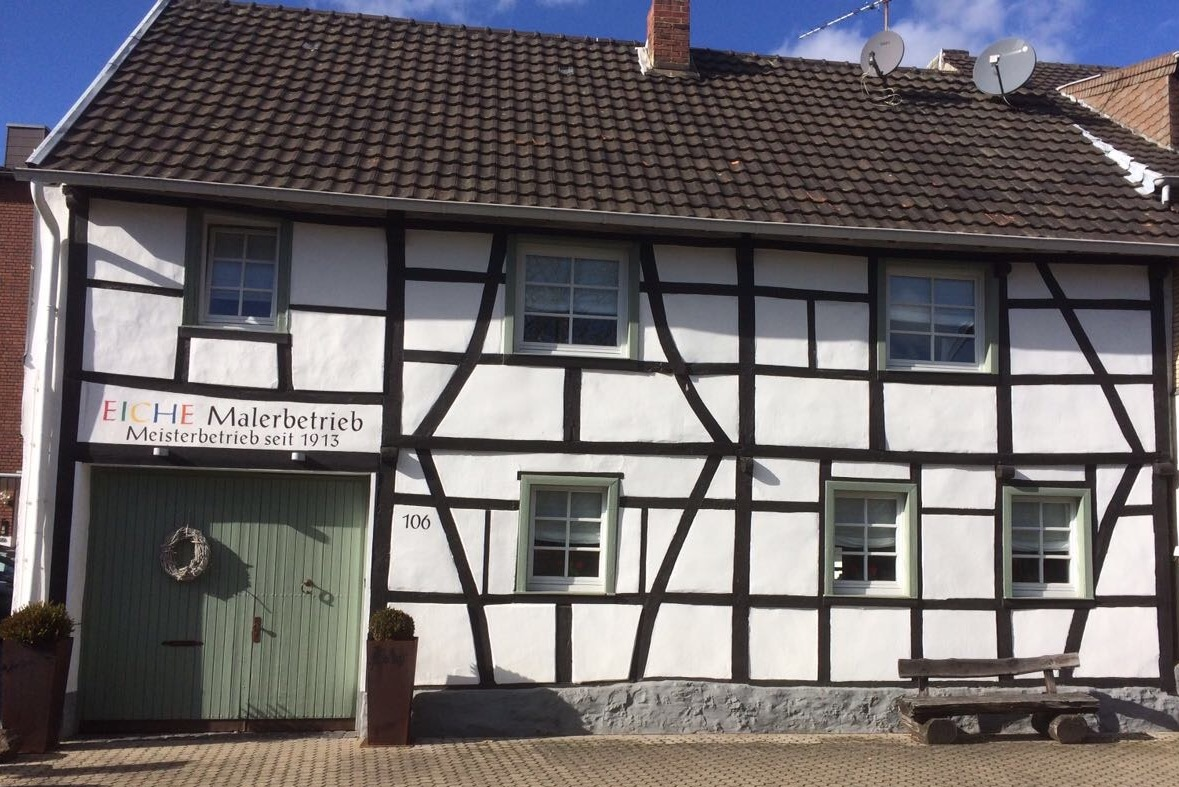
Neue Fassade nach Restaurierung in 2013